# Hombleux
Hombleux é uma comuna francesa na região administrativa de Altos da França, no departamento de Somme. Estende-se por uma área de 15.81 km². Em 2010 a comuna tinha 1 187 habitantes (densidade: 75,1 hab./km²).
Em 1 de janeiro de 2019, incorporou ao seu território a antiga comuna de Grécourt.